# Internet

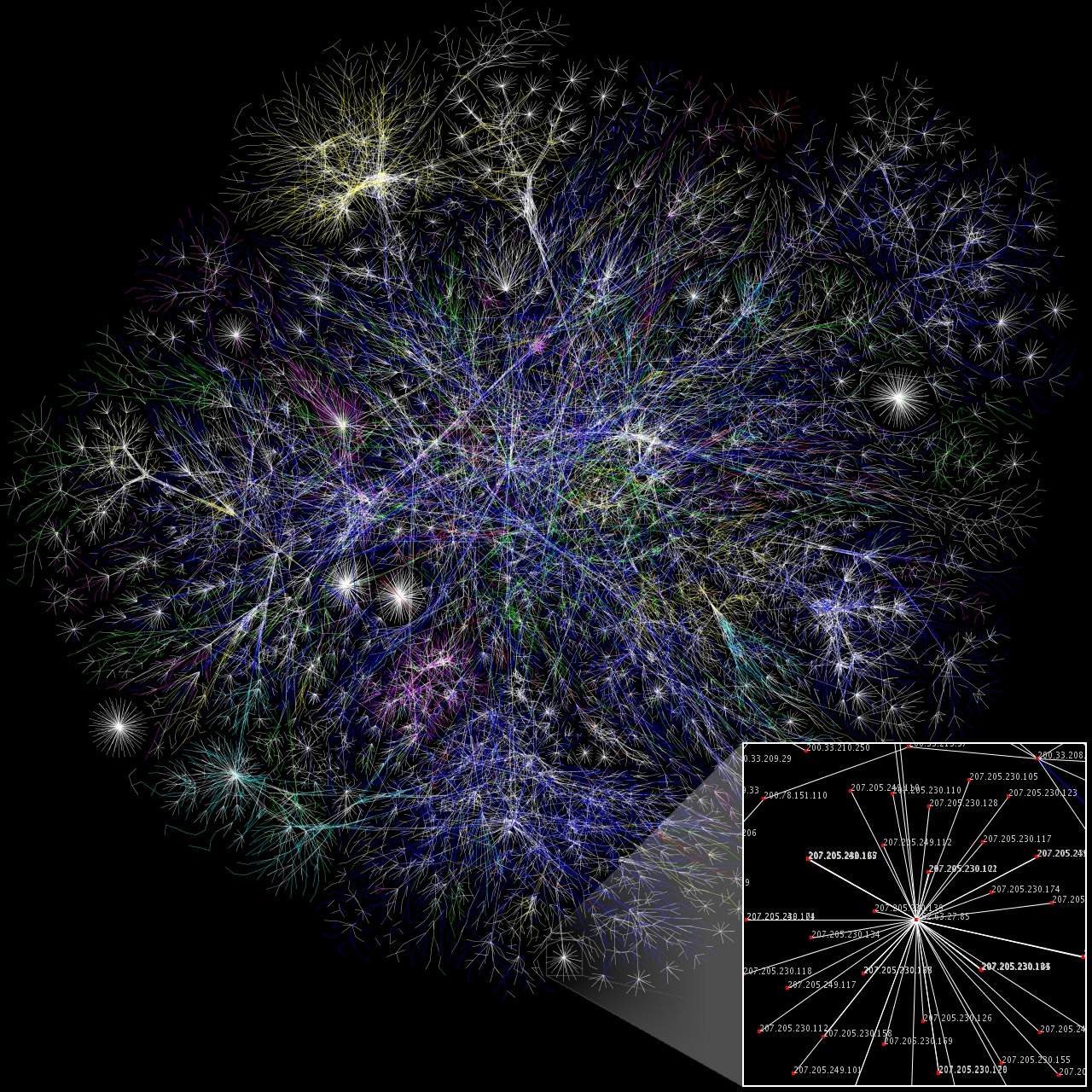
Wizualizacja różnych dróg w części Internetu

Internet (skrótowiec od ang. inter-network, dosłownie „między-sieć”) – ogólnoświatowy system połączeń między komputerami, określany również jako sieć sieci. W definicji informatycznej Internet to przestrzeń adresów IP przydzielonych hostom i serwerom połączonym za pomocą urządzeń sieciowych, takich jak karty sieciowe, modemy i koncentratory, komunikujących się za pomocą protokołu internetowego z wykorzystaniem infrastruktury telekomunikacyjnej.

## Geneza i historia Internetu

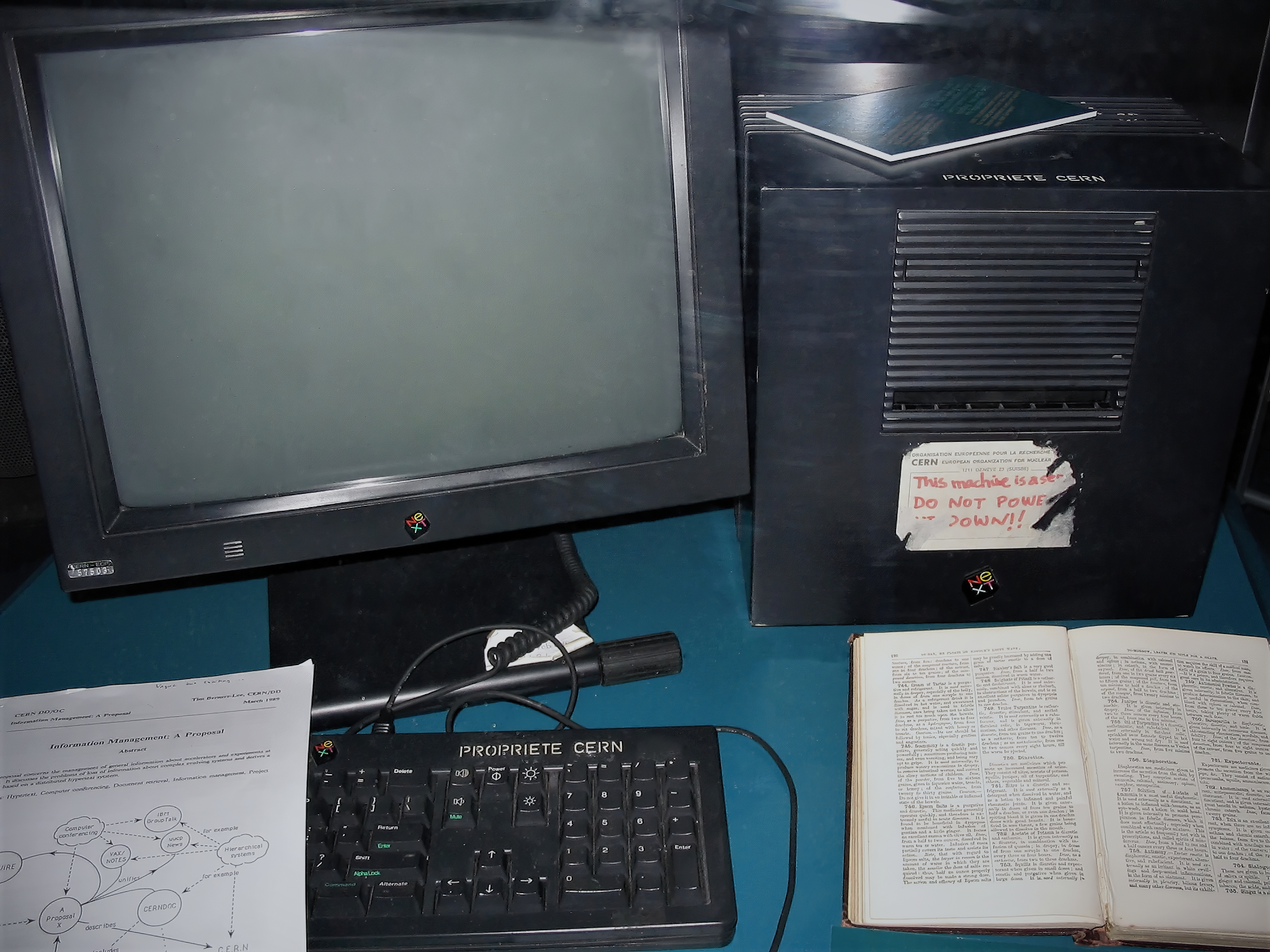
Stacja robocza NeXT (komputer NeXTcube oraz monitor Cern 57503), która była używana przez Tima Bernersa-Lee jako pierwszy serwer WWW w sieci World Wide Web.

### 1963–1983
Początki Internetu wiążą się z powstaniem sieci rozległej ARPANET i sięgają końca lat 60. XX wieku. Powszechnie uważa się, iż potrzeba jego stworzenia była konsekwencją prac amerykańskiej organizacji badawczej RAND Corporation. Na podstawie uzyskanych przez nią raportów miano podjąć prace projektowe nad skonstruowaniem sieci komputerowej mogącej funkcjonować mimo częściowego zniszczenia. Charles Herzfeld, dyrektor ARPA w czasach powstania ARPANET, obala jednak tak rozumiany mit genezy Internetu i zauważa, że od początku chodziło wyłącznie o zwiększenie potencjału naukowego przez połączenie oddalonych od siebie placówek badawczych wyposażonych w komputery.

### 1984–1995
W latach 80. Anglik Tim Berners-Lee stworzył podwaliny dzisiejszej usługi WWW. Była to wówczas przestrzeń, gdzie przechowywane informacje należało odszukiwać, wpisując adres URL zaczynający się od http.
W 1985 roku została zarejestrowana pierwsza domena z rozszerzeniem .com pod nazwą Symbolics. Trzy lata później (1988) Robert Morris po raz pierwszy w historii zainfekował Internet wirusem zwanym powszechnie Morris Worm. Od 1993 do 1995 roku pojawiły się takie wydarzenia jak pierwszy streaming, pierwsza przeprowadzona transakcja finansowa w trybie online oraz tworzenie pierwszych blogów wraz z banerami graficznymi w przestrzeni internetowej.

## Terminologia

### Internet a WWW (World Wide Web)
Internet w ogólnym znaczeniu to sieć komputerowa, czyli wiele połączonych ze sobą komputerów, zwanych również hostami, natomiast WWW to usługa internetowa. Innymi znanymi usługami tego rodzaju są: poczta elektroniczna oraz P2P.
Rozróżnienie pomiędzy siecią a usługami odwołuje się do pojęcia protokołów internetowych, będących określonym zbiorem protokołów komunikacyjnych. Każdy protokół komunikacyjny jest logicznie podzielony na tzw. warstwy: warstwa niższa zapewnia funkcjonalność wymaganą przez najbliższą warstwę wyższą, dodając jednocześnie własne dane pomocnicze i kontrolne. Internet to sieć komputerowa wykorzystująca protokół IP (ang. Internet Protocol). Natomiast usługa WWW wykorzystuje protokół HTTP (ang. HyperText Transfer Protocol), działający w warstwie wyższej, dla której nośną jest warstwa protokołu IP. Protokół HTTP określany jest też mianem „protokołu warstwy aplikacji” z tego względu, że stanowi on warstwę nośną dla danych tworzonych przez oprogramowanie użytkowe, zwane aplikacjami.

### Pisownia
Słowo „Internet” w języku polskim pisze się wielką literą, mając na myśli konkretną, globalną sieć komputerową – jest to wtedy nazwa własna. W niektórych przypadkach dopuszczalna normatywnie jest jednak pisownia małą literą – gdy pisze się o Internecie jako nośniku (medium) informacyjnym, np. „przeczytałem to w internecie” lub w odniesieniu do rodzaju łącza telekomunikacyjnego, np. „internet mobilny”, „internet przewodowy”, „internet ADSL”. Czasami używa się też słowa „internet” pisanego małą literą w odniesieniu do pojęcia ekstranetu, czyli połączonej ze sobą grupy sieci komputerowych.

## Usługi internetowe
Dostawca usług internetowych (ang. Internet Service Provider, ISP) oprócz łącza internetowego oferuje również następujące usługi:
- poczta elektroniczna za pomocą własnego portalu lub innego serwera;
- hosting stron internetowych;
- serwer plików, np. FTP lub SFTP;
- filtr rodzinny chroniący, głównie najmłodszych, przed dostępem do treści zakwalifikowanych jako niebezpieczne.

Koszt wymienionych usług jest już najczęściej wliczony w koszt usługi podstawowej.
Oprócz wyżej wymienionych, Internet umożliwia dostęp do szerokiej gamy usług takich jak m.in.:
- dyskusja internetowa, w tym: grupa dyskusyjna, lista dyskusyjna, forum dyskusyjne;
- komunikator internetowy, np. Gadu-Gadu, Messenger, ICQ, Jabber, Skype, NKtalk, WTW;
- IRC, czyli rozmowy tekstowe prowadzone w czasie rzeczywistym;
- VoIP, czyli telefonia internetowa;
- radio internetowe;
- telewizja internetowa;
- telekonferencja;
- faks przez internet;
- sklepy internetowe;
- aukcje internetowe;
- bankowość elektroniczna;
- gry online
- wideo
- biblioteki cyfrowe

Niektóre z usług mogą wymagać uiszczenia zapłaty u dostawcy danej usługi

## Choroby związane z nadmiernym korzystaniem z Internetu
Z korzystaniem z Internetu mogą wiązać się następujące choroby:
- cyberchondria
- zespół uzależnienia od internetu

## Internet na świecie

### Polska
30 lipca 1990 w Centrum Komputerowym Uniwersytetu Kopenhaskiego zarejestrowano krajową domenę najwyższego poziomu „.pl”.
Łącze analogowe, przekształcone później w sieć internetową, zostało uruchomione 26 września 1990 r. i miało prędkość 9600 bit/sek. Pierwszy email w tej sieci został przesłany 20 listopada 1990 roku, wysłany z CERNu (Międzynarodowego Ośrodka Badań Jądrowych) w Genewie przez dr. Grzegorza Poloka i mgr Pawła Jałocha do mgr inż. Andrzeja Sobala w Krakowie. Internet w Polsce dostępny jest oficjalnie od 20 grudnia 1991 roku.
17 sierpnia 1991 z Wydziału Fizyki Uniwersytetu Warszawskiego zestawiono pierwsze, trwające 1 minutę, połączenie internetowe przy wykorzystaniu protokołu TCP/IP, z Centrum Komputerowym Uniwersytetu w Kopenhadze.
15 grudnia 1991 Stany Zjednoczone zniosły ograniczenia w łączności z Polską, a 20 grudnia placówki naukowe Uniwersytetu Warszawskiego, Instytut Fizyki Jądrowej i Obserwatorium Astronomiczne oraz pojedyncze komputery w Krakowie, Toruniu i Katowicach zostały podłączone do Internetu.
W czerwcu 1991 została uruchomiona sieć szkieletowa POLPAK Telekomunikacji Polskiej. W roku 1992, jako pierwsza polska firma, ATM S.A. uzyskała dostęp do Internetu. W sierpniu 1993 roku powstał pierwszy polski serwer WWW, na którym była m.in. „Polska Strona Domowa”. W 1992 roku powstała pierwsza polska strona internetowa internet.pl, następnie w 1995 roku powstał polski portal internetowy Wirtualna Polska. W kwietniu 1996 roku TP S.A. uruchomiła anonimowy dostęp do Internetu z wykorzystaniem modemów.